# Europees kampioenschap volleybal vrouwen 2005
Het Europees kampioenschap volleybal vrouwen 2005 werd van 17 tot en met 15 september 2005 georganiseerd in Kroatië.

## Opzet
Aan het toernooi namen 12 landen deel die in twee groepen van zes werden verdeeld. De top-4 van het vorige EK plaatsten zich rechtstreeks voor het toernooi in 2005. Kroatië was als gastland direct gekwalificeerd. Daar kwamen nog zeven landen bij die zich via kwalificatietoernooien voor dit EK hadden gekwalificeerd. De eerste twee van iedere groep plaatsten zich voor de halve finale, de nummes drie en vier voor de wedstrijden om de vijfde tot en met achtste plaats.

## Gekwalificeerde teams
| Gastland | Via EK 2003                       | Groepswinnaars                     | Via play-off                            |
| -------- | --------------------------------- | ---------------------------------- | --------------------------------------- |
| Kroatië  | Polen Turkije Duitsland Nederland | Spanje Italië Servië en Montenegro | Azerbeidzjan Bulgarije Roemenië Turkije |

## Speelsteden
- Zagreb
- Pula

## Eindtoernooi

### Groepsfase
| Geplaatst voor de halvefinale    |
| Geplaatst voor play-offs 5 t/m 8 |

#### Groep A
|      |                      |    | Wedstrijden | Wedstrijden | Sets | Sets | Sets |
| Rank | Team                 | Pt | W           | L           | W    | L    |      |
| ---- | -------------------- | -- | ----------- | ----------- | ---- | ---- | ---- |
| 1    | Polen                | 10 | 5           | 0           | 15   | 4    |      |
| 2    | Azerbeidzjan         | 9  | 4           | 1           | 12   | 5    |      |
| 3    | Kroatië              | 7  | 2           | 3           | 8    | 10   |      |
| 4    | Servië en Montenegro | 7  | 2           | 3           | 9    | 12   |      |
| 5    | Roemenië             | 6  | 1           | 4           | 7    | 13   |      |
| 4    | Duitsland            | 6  | 1           | 4           | 6    | 13   |      |

| Datum        |                      | Score |                      | Set 1 | Set 2 | Set 3 | Set 4 | Set 5 | Totaal  |
| ------------ | -------------------- | ----- | -------------------- | ----- | ----- | ----- | ----- | ----- | ------- |
| 17 sep 15:30 | Kroatië              | 1-3   | Roemenië             | 24-26 | 18-25 | 25-20 | 25-27 |       | 92-98   |
| 17 sep 18:00 | Polen                | 3-0   | Azerbeidzjan         | 26-24 | 25-20 | 25-23 |       |       | 76-67   |
| 17 sep 20:30 | Duitsland            | 1-3   | Servië en Montenegro | 22-25 | 25-17 | 13-25 | 16-25 |       | 76-92   |
| 18 sep 15:30 | Azerbeidzjan         | 3-1   | Roemenië             | 26-24 | 23-25 | 25-17 | 25-19 |       | 99-85   |
| 18 sep 18:00 | Servië en Montenegro | 1-3   | Kroatië              | 25-16 | 19-25 | 23-25 | 16-25 |       | 83-91   |
| 18 sep 20:30 | Polen                | 3-2   | Duitsland            | 25-22 | 23-25 | 19-25 | 28-26 | 15-13 | 110-111 |
| 19 sep 15:30 | Roemenië             | 2-3   | Servië en Montenegro | 15-25 | 25-19 | 14-25 | 26-24 | 13-15 | 93-108  |
| 19 sep 18:00 | Duitsland            | 0-3   | Azerbeidzjan         | 24-26 | 14-25 | 21-25 |       |       | 59-76   |
| 19 sep 20:30 | Kroatië              | 1-3   | Polen                | 16-25 | 21-25 | 25-22 | 20-25 |       | 82-97   |
| 21 sep 15:30 | Azerbeidzjan         | 3-1   | Servië en Montenegro | 18-25 | 25-19 | 25-20 | 28-26 |       | 96-90   |
| 21 sep 18:00 | Polen                | 3-0   | Roemenië             | 25-13 | 25-19 | 25-16 |       |       | 75-48   |
| 21 sep 20:30 | Duitsland            | 0-3   | Kroatië              | 21-25 | 22-25 | 23-25 |       |       | 66-75   |
| 22 sep 15:30 | Servië en Montenegro | 1-3   | Polen                | 14-25 | 23-25 | 25-23 | 21-25 |       | 83-98   |
| 22 sep 18:00 | Roemenië             | 1-3   | Duitsland            | 25-20 | 18-25 | 21-25 | 17-25 |       | 81-95   |
| 22 sep 20:30 | Kroatië              | 0-3   | Azerbeidzjan         | 23-25 | 16-25 | 22-25 |       |       | 61-75   |

#### Groep B
|      |           |    | Wedstrijden | Wedstrijden | Sets | Sets | Sets |
| Rank | Team      | Pt | W           | L           | W    | L    |      |
| ---- | --------- | -- | ----------- | ----------- | ---- | ---- | ---- |
| 1    | Italië    | 10 | 5           | 0           | 15   | 3    |      |
| 2    | Rusland   | 9  | 4           | 1           | 14   | 6    |      |
| 3    | Nederland | 7  | 2           | 3           | 11   | 10   |      |
| 4    | Turkije   | 7  | 2           | 3           | 7    | 10   |      |
| 5    | Bulgarije | 7  | 2           | 3           | 7    | 11   |      |
| 4    | Spanje    | 5  | 0           | 5           | 1    | 15   |      |

| Datum        |           | Score |           | Set 1 | Set 2 | Set 3 | Set 4 | Set 5 | Totaal  |
| ------------ | --------- | ----- | --------- | ----- | ----- | ----- | ----- | ----- | ------- |
| 17 sep 15:30 | Nederland | 2-3   | Bulgarije | 25-17 | 18-25 | 22-25 | 25-17 | 14-16 | 104-100 |
| 17 sep 18:00 | Italië    | 3-0   | Spanje    | 25-21 | 29-27 | 25-21 |       |       | 79-69   |
| 17 sep 20:30 | Turkije   | 0-3   | Rusland   | 23-25 | 24-26 | 20-25 |       |       | 67-76   |
| 18 sep 15:30 | Bulgarije | 0-3   | Italië    | 23-25 | 14-25 | 20-25 |       |       | 57-75   |
| 18 sep 18:00 | Rusland   | 3-1   | Spanje    | 25-11 | 25-23 | 22-25 | 25-18 |       | 97-77   |
| 18 sep 20:30 | Turkije   | 1-3   | Nederland | 22-25 | 30-28 | 21-25 | 23-25 |       | 96-103  |
| 19 sep 15:30 | Spanje    | 0-3   | Bulgarije | 22-25 | 12-25 | 23-25 |       |       | 57-75   |
| 19 sep 18:00 | Italië    | 3-0   | Turkije   | 25-21 | 25-20 | 25-20 |       |       | 75-61   |
| 19 sep 20:30 | Nederland | 2-3   | Rusland   | 25-18 | 25-21 | 20-25 | 26-28 | 9-15  | 105-107 |
| 21 sep 15:30 | Turkije   | 3-0   | Spanje    | 25-22 | 25-13 | 25-21 |       |       | 75-56   |
| 21 sep 18:00 | Nederland | 1-3   | Italië    | 23-25 | 19-25 | 26-24 | 18-25 |       | 86-99   |
| 21 sep 20:30 | Rusland   | 3-0   | Bulgarije | 25-23 | 25-17 | 25-21 |       |       | 75-61   |
| 22 sep 15:30 | Spanje    | 0-3   | Nederland | 23-25 | 20-25 | 22-25 |       |       | 65-75   |
| 22 sep 18:00 | Italië    | 3-2   | Rusland   | 22-25 | 25-14 | 25-16 | 14-25 | 15-12 | 101-92  |
| 22 sep 20:30 | Bulgarije | 1-3   | Turkije   | 25-20 | 14-25 | 19-25 | 23-25 |       | 81-95   |

## Knock-outronde

### Play-offs 5 t/m 8
| Datum  |                      | Score |           | Set 1 | Set 2 | Set 3 | Set 4 | Set 5 | Totaal |
| ------ | -------------------- | ----- | --------- | ----- | ----- | ----- | ----- | ----- | ------ |
| 24 sep | Kroatië              | 1-3   | Turkije   | 25-18 | 22-25 | 23-25 | 22-25 |       | 92-93  |
| 24 sep | Servië en Montenegro | 0-3   | Nederland | 15-25 | 11-25 | 21-25 |       |       | 47-75  |

### 7 en 8
| Datum  |         | Score |                      | Set 1 | Set 2 | Set 3 | Set 4 | Set 5 | Totaal |
| ------ | ------- | ----- | -------------------- | ----- | ----- | ----- | ----- | ----- | ------ |
| 25 sep | Kroatië | 0-3   | Servië en Montenegro | 22-25 | 21-25 | 14-25 |       |       | 57-75  |

### 5 en 6
| Datum  |         | Score |           | Set 1 | Set 2 | Set 3 | Set 4 | Set 5 | Totaal |
| ------ | ------- | ----- | --------- | ----- | ----- | ----- | ----- | ----- | ------ |
| 25 sep | Turkije | 1-3   | Nederland | 18-25 | 25-12 | 21-25 | 20-25 |       | 84-87  |

### Halve finale
| Datum  |              | Score |         | Set 1 | Set 2 | Set 3 | Set 4 | Set 5 | Totaal  |
| ------ | ------------ | ----- | ------- | ----- | ----- | ----- | ----- | ----- | ------- |
| 24 sep | Polen        | 3-2   | Rusland | 26-24 | 25-22 | 26-28 | 20-25 | 22-20 | 119-119 |
| 24 sep | Azerbeidzjan | 0-3   | Italië  | 19-25 | 19-25 | 22-25 |       |       | 60-75   |

### Troostfinale
| Datum  |         | Score |              | Set 1 | Set 2 | Set 3 | Set 4 | Set 5 | Totaal |
| ------ | ------- | ----- | ------------ | ----- | ----- | ----- | ----- | ----- | ------ |
| 25 sep | Rusland | 3-0   | Azerbeidzjan | 25-20 | 25-10 | 25-21 |       |       | 75-51  |

### Finale
| Datum  |       | Score |        | Set 1 | Set 2 | Set 3 | Set 4 | Set 5 | Totaal |
| ------ | ----- | ----- | ------ | ----- | ----- | ----- | ----- | ----- | ------ |
| 25 sep | Polen | 3-1   | Italië | 25-23 | 27-25 | 21-25 | 25-18 |       | 98-91  |

1949 · 
1950 · 
1951 · 
1955 · 
1958 · 
1963 · 
1967 · 
1971 · 
1975 · 
1977 · 
1979 · 
1981 · 
1983 · 
1985 · 
1987 · 
1989 · 
1991 · 
1993 · 
1995 · 
1997 · 
1999 · 
2001 · 
2003 · 
2005 · 
2007 · 
2009 · 
2011 ·
2013 ·
2015 ·
2017 ·
2019 ·
2021 ·
2023